# Ernst Behm
Pour les articles homonymes, voir Behm.
Ernst Behm (4 janvier 1830 - 15 mars 1884) est un géographe et statisticien allemand originaire de Gotha.

## Biographie
Après avoir quitté le lycée Ernestine de Gotha, Behm étudie la médecine et les sciences aux universités d'Iéna, de Berlin et de Würzbourg. En 1856, il commence à travailler à Petermanns Geographischen Mitteilungen à Gotha, une revue de géographie en langue allemande fondée par August Petermann (1822-1878).
En 1866, il devient rédacteur en chef de Geographische Jahrbuch (Annales géographiques), et à partir de 1872, avec Hermann Wagner (1840 - 1929), édite la revue géographique/statistique Die Bevölkerung der Erde. À partir de 1876, il dirige la rédaction de la section statistique des Gothaischen Hofkalenders et, en 1878, après la mort de Petermann, il devient rédacteur en chef de Petermanns Geographischen Mitteilungen.
En 1872, Behm publie un article (Beweise für die Identität des Lualaba mit dem Congo), qui démontre scientifiquement que le Lualaba est un cours supérieur du fleuve Congo. Cette affirmation est ensuite confirmée comme factuelle par l'explorateur Henry Morton Stanley en 1877.